# David di Donatello a la millor actriu debutant
El premi David di Donatello a la millor actriu debutant (en italià: David di Donatello per la migliore attrice esordiente) és un premi de cinema que anualment atorgava l'Acadèmia del Cinema Italià (ACI, Accademia del Cinema Italiano) per reconèixer la destacada actriu debutant en una pel·lícula italiana estrenada l'any anterior a la cerimònia. Només es va atorgar en les edicions del 1982 i 1983.

## Guanyadors
Els guanyadors del premi han estat:
- 1982
  - Marina Suma - Le occasioni di Rosa
  - Athina Cenci - Ad ovest di Paperino
  - Isa Gallinelli - Borotalco
- 1983
  - Federica Mastroianni - State buoni se potete
  - Norma Martelli - La notte di San Lorenzo
  - Tiziana Pini - In viaggio con papà